# Walckenaeria bifasciculata
Walckenaeria bifasciculata là một loài nhện trong họ Linyphiidae.
Loài này thuộc chi Walckenaeria. Walckenaeria bifasciculata được Andrei V. Tanasevitch miêu tả năm 1987.